# Galinhada
La galinhada est un ragoût de riz avec du poulet. Au Brésil, c'est un plat typique dans le Minas Gerais et le Goiás.
Son nom vient du portugais galinha, qui signifie « poulet ».